# RILPL1
RILPL1 (англ. Rab interacting lysosomal protein like 1) – білок, який кодується однойменним геном, розташованим у людей на 12-й хромосомі. Довжина поліпептидного ланцюга білка становить 403 амінокислот, а молекулярна маса — 47 108.
| 10         |  | 20         |  | 30         |  | 40         |  | 50         |
| ---------- |  | ---------- |  | ---------- |  | ---------- |  | ---------- |
| MEEERGSALA |  | AESALEKNVA |  | ELTVMDVYDI |  | ASLVGHEFER |  | VIDQHGCEAI |
| ARLMPKVVRV |  | LEILEVLVSR |  | HHVAPELDEL |  | RLELDRLRLE |  | RMDRIEKERK |
| HQKELELVED |  | VWRGEAQDLL |  | SQIAQLQEEN |  | KQLMTNLSHK |  | DVNFSEEEFQ |
| KHEGMSERER |  | QVMKKLKEVV |  | DKQRDEIRAK |  | DRELGLKNED |  | VEALQQQQTR |
| LMKINHDLRH |  | RVTVVEAQGK |  | ALIEQKVELE |  | ADLQTKEQEM |  | GSLRAELGKL |
| RERLQGEHSQ |  | NGEEEPETEP |  | VGEESISDAE |  | KVAMDLKDPN |  | RPRFTLQELR |
| DVLHERNELK |  | SKVFLLQEEL |  | AYYKSEEMEE |  | ENRIPQPPPI |  | AHPRTSPQPE |
| SGIKRLFSFF |  | SRDKKRLANT |  | QRNVHIQESF |  | GQWANTHRDD |  | GYTEQGQEAL |
| QHL        |  |            |  |            |  |            |  |            |

A: Аланін

C: Цистеїн

D: Аспарагінова кислота

E: Глутамінова кислота

F: Фенілаланін

G: Гліцин

H: Гістидин

I: Ізолейцин

K: Лізин

L: Лейцин

M: Метіонін

N: Аспарагін

P: Пролін

Q: Глутамін

R: Аргінін

S: Серин

T: Треонін

V: Валін

W: Триптофан

Кодований геном білок за функцією належить до фосфопротеїнів. 
Задіяний у таких біологічних процесах, як транспорт, транспорт білків, альтернативний сплайсинг. 
Локалізований у цитоплазмі, цитоскелеті, клітинних відростках, війках.